# محاولة انقلاب 1981 في موريتانيا
في 16 مارس 1981، وقعت محاولة انقلاب عنيفة في موريتانيا. قام بالانقلاب عناصر من الجيش والمعارضة من أجل الحركة الموريتانية الديمقراطية بقيادة العقيدين أحمد سالم ولد سيدي ومحمد ولد عبد القادر الملقب بـ"كادير"، وأسفرت عن معارك عنيفة في العاصمة نواكشوط، قبل هزيمة الانقلابيين من قبل القوات الموالية لرئيس الدولة (رئيس المجلس العسكري للخلاص الوطني) العقيد محمد خونه ولد هيداله.
قُتل عبد القادر (القائد السابق للقوات الجوية) في القتال، بينما تم إعدام ولد سيدي (نائب رئيس المجلس العسكري للخلاص الوطني السابق) لاحقًا. في 25 أبريل، قرر ولد هيداله والمجلس العسكري استبدال الحكومة المدنية الوليدة بقيادة سيد أحمد ولد ابنيجاره (المُعيّن في 12 ديسمبر 1980) بحكومة عسكرية من ستة أعضاء برئاسة العقيد معاوية ولد سيدي أحمد الطايع.